# Olaf Koschnitzke
Olaf Koschnitzke (ur. 12 września 1966 w Grevesmühlen) – wschodnioniemiecki zapaśnik walczący w stylu klasycznym. Olimpijczyk z Seulu 1988, gdzie zajął siódme miejsce w kategorii 90 kg.
Szesnasty na mistrzostwach świata w 1987. Brązowy medalista mistrzostw Europy w 1989. Zdobył dwa tytuły mistrza NRD, w 1986 i 1988 roku.
Mistrz NRD w 1986 i 1988; drugi w 1987; trzeci w 1989. Mistrz Niemiec w 1993 roku.
- Turniej w Seulu 1988

Pokonał Mike’a Foya z USA i Eom Jin-hana z Korei Południowej, a przegrał z Sándorem Majorem z Węgier i Władimirem Popowem z ZSRR.